# Rio Congonhas
Rio Congonhas är ett vattendrag i Brasilien.   Det ligger i delstaten Paraná, i den södra delen av landet, 900 km söder om huvudstaden Brasília.
Trakten runt Rio Congonhas består till största delen av jordbruksmark. Runt Rio Congonhas är det ganska glesbefolkat, med 27 invånare per kvadratkilometer.